# Мхитар Гош
Мхита́р Гош (арм. Մխիթար Գոշ; дата рожд. неизв., около 1120/1130, Гандзак (совр. Гянджа) — 1213, монастырь Нор Гетик) — выдающийся армянский мыслитель, литературный и общественный деятель, богослов и священник. Авторитетная «Американская энциклопедия» причисляет Гоша к одним из виднейших представителей армянского Возрождения, британский учёный Д. Лэнг ставит его произведения в один ряд с баснями Эзопа и Лафонтена.

## Биография
Биографические сведения о Мхитаре Гоше (прозвище Гош в переводе с армянского означает «редкобородый») сохранились главным образом у Киракоса Гандзакеци. Мхитар Гош будучи армянином, родился в Гандзаке, где под тюркским владычеством проживала значительная армянская община. Точная дата рождения неизвестна, однако, учитывая, что умер он «в глубокой старости» в 1213 году, исследователи полагают, что родился он между 1120 и 1130 годами. Начальное образование получил в родном городе, ещё ребёнком в семье познакомился со Священным писанием. Обучение продолжил у вардапета Ованеса Тавушеци, сам получил степень вардапета. Для совершенствования образования отправился в Киликийское армянское царство, где учился при монастыре Сев Лер. Здесь он повторно получил вардапетскую степень. После этого некоторое время провёл в Эрзруме, где подружился с армянским князем Арцруни; затем вернулся в Гянджу ( Гандзак), где вёл преподавательскую и литературную деятельность. Вскоре, однако, ему пришлось уехать в связи с гонениями со стороны местных властей, инспирированными его противниками среди местного духовенства. Мхитар поселился в соседнем армянском княжестве Хачен, где его принял под свою защиту правитель Атерка Вахтанг Тагаворазн. Здесь он остается несколько лет. Примерно в 1184 году, узнав, что его друг Князь Арцруни вернул свои владения в Северо-Восточной Армении, Гош отправился к нему и поселился в монастыре Гетик, в ущелье Тандзут области Кайен. Как пишет его ученик Киракос Гандзакеци, «И поселился в монастыре, называемом Гетик, в Кайенском гаваре, на большой реке, называемой Ахстев, на правом её берегу». В конце XII века, однако, в результате сильного землетрясения церковь разрушается. В 1188 году, при содействии князя Иване Закаряна, Гош возводит новую церковь, которая так и называется Нор Гетик—Новый Гетик и начинает преподавать в ней. Монастырь располагался на крайнем северо-востоке исторического Айрарата. Здесь же он провёл основную часть оставшейся жизни.
Гош пользовался большим авторитетом среди армянской политической элиты своего времени, являлся важной фигурой в духовной и общественной жизни армян. Был участником церковных соборов Лори 1205 года и Ани 1207 года. Являлся советником и духовным наставником Закаре Закаряна. Также был общественным деятелем, мечтал о восстановлении армянской государственности.
- Основанный Мхитаром Гошем монастырь Нор-Гетик (Гошаванк), ныне в Тавушской области Армении
- Часовня на могиле Мхитара Гоша

## Труды
Его перу принадлежат более 10 трудов разных направлений, среди которых «Судебник», «Краткое толкование Иеремии», историческая хроника и т. д. В своих сочинениях Мхитар Гош четко различает этническую и конфессиональную принадлежность, он пытается доказать, что миафизитство кроме армян исповедуют и другие народы, которые «пребывают твердо в одной с нами вере, не принявшие Халкидонский собор». В своём послании к Иване и Закаре Закарянам Мхитар стремится уладить этно-конфессиональные противоречия между армянами и грузинами, находящимся в то время в тесном политическом союзе. Согласно П. Коу, в отличие от византийцев или сирийцев, армянам не было свойственно провоцирование ожесточенных религиозных споров. Мхитар Гош, например, настаивал не на единообразии веры и практики, а писал о необходимости конфессиональной терпимости и межэтнического согласия.

### Судебник
Во второй половине XII века мусульманские эмиры Гянджи позволяли армянской христианской общине пользоваться собственной судебной системой, однако из-за отсутствия таковой спорные вопросы всё же решались в мусульманских судах. Такая практика иногда приводила к злоупотреблениям, и Гош взялся за составление судебника для своего народа, чтобы предотвратить обращение армян в мусульманские суды. Этот правовой труд, написанный в 1184 году и известный ныне как «Судебник Мхитара Гоша» или «Армянский судебник», стал наиважнейшим из трудов учёного и первым памятником светского права у армян.  В «Судебнике» отражены правовые нормы средневековой Армении, он стал основой правовой традиции армян как в самой Армении, так и в диаспоре. Состоит из «Введения» и основного текста из 251 статей. Согласно Гошу, церковь и государство — это два основных столпа, держащие общество, как строение. В книге виновность разделено на 2 категории — церковная и светская, в соответствии с чем Гош определяет также 2 основных форм наказания — религиозно-церковный и телесно-материальный (смертная казнь, заключение, имущественно-финансовые штрафы). Наказание, согласно ему, не должно иметь чисто физической цели, или цели мести, а должно быть направлено на исправление, перевоспитание человека. Согласно Гошу каждый человек обладает «естественным правом», которое он трактует как выражение божественного разума в человеке. Прогрессивность мышления Гоша проявляется также в его последовательных рекомендациях заменять смертную казнь на сохраняющие виновному жизнь карамы
При создании судебника Гош использовал общеармянские церковные каноны и другие чисто армянские источники. Впервые статус обязательного закона получил в Киликийской Армении. В течение многих столетий «Судебник» использовался не только в собственно Армении и Киликийском армянском царстве но и в армянских колониях — в Польше (см. Статут львовских армян), России (Крым, Астрахань), Грузии, Индии. В XVIII веке в Грузии статьи «Судебника» Мхитара Гоша были внесены в «Вахтангов сборник законов» составляя его самую обширную часть под заглавием «Законы армянские». Сохранилось множество списов «Судебника» Гоша, 40 из которых хранятся в Матенадаране в том числе и древнейшая. К краткой памятке Гош обращается к своим читателям:
Но если вы, верные нравам нашего народа, будете укорять меня в моих ошибках, а не исправлять их, то, зная подобную привычку наших хайканцев, зная вполне меру себе, не буду винить вас за это. Если же вы встретите наш труд с любовью и восполните недостающее в нём с доброю волей, то получите от Господа возмездие за свои добрые дела и в муках своих накопите в церкви сокровища благ и оставите в ней добрую память о себе.
Оригинальный текст (арм.)Ապա եթէ ընտանի ազգիս բարոյիւք սխալանացն լինիք պարսաւիչ եւ ոչ ուղղիչ, գիտելով գործ Հայկազնեայցս զայդոսիկ, միանգամայն զչափ անձին, անմեղադիր ձեզ յայդոսիկ լինիմք։ Ապա եթէ սիրով մերոցս պատահիք բանից եւ խնամիչ կամաւք զթերին լնուսջիք, ի Տեառնէ զհատուցումնն առջիք բարեաց եւ զգանձս բանից ձերովք երկամբք յեկեղեցիս ամբարեսջիք՝ յիշատակ բարեաց մնալ ձեզ ի նմա։

### Басни
Важнейшее значение в истории армянской литературы имеет сборник басен Мхитара Гоша, состоящий из 190 басен. Его произведения полны философской мудрости и моральных поучений. Впервые они были изданы в 1790 году в Венеции.

### Хроника
Является автором исторической хроники. Оригинал этого памятника армянской историографии не имеет заглавия. Г. Алишан на рубеже XIX—XX веков озаглавил его «Католикосы и события в стране Алуанк в XII веке». Впервые в 1958 году английский арменист Ч. Доусет назвал его сокращенно «Албанская хроника» (англ. Albanian Chronicle). Так называемая «Албания» или «Агванк» ещё с раннего средневековья являлось всего лишь географическим топонимом покрывающим также армянонаселенные области Нагорного Карабаха, где к тому времени существовало небольшое армянское княжество Хачен. Ч. Доусет в то же время четко характеризует труд, как памятник армянской историографии. Данное адаптированное название труда получила распространение также в русскоязычных источниках после его искаженного перевода с английского на русский язык З. Буниятовым в 1960 году.

## Память
- Фасад д. 7/3 по ул. Закияна в Ереване, скульптор Гукас Чубарян.
- Статуя Мхитара Гоша возле монастыря Гошаванк
- Скульптура возле села Арташаван, где расположен памятник армянскому алфавиту

## Сочинения
- Robert W. Thomson. The Lawcode (Datastanagirk') of Mxit'ar Goš. — Rodopi, 2000.
- Армянский Судебник Мхитара Гоша.Перевод с древнеармянского А.А.Паповяна.Редакция, вступит. статья и примечания Б.М.Арутюняна.Ереван, 1954 г.
- Басни и назидательные стихотворения (Առակք  եւ Ոտանաւորք  խրատականք). Венеция, 1790 г.(на древнеарм. яз.)
- Басни Мхитара Гоша (Առակք Մխիթարայ Գոշի). Венеция,1854 г. (на древнеарм.яз.)
- Басни средневековой Армении. Пер. с армянского И. Орбели. Л., 1956 г.
- Мхитар Гош, Басни. Издал Э.Пивазян.Ереван, 1951 г.(на арм.яз.)
- Мхитар Гош, Судебник. Сводный критический текст, предисл. и комментарий Х. Торосяна. Ереван, 1975 г. (на арм.яз)

## Комментарии
1. ↑  Кайан или Кайен, от армянского «кайан» (арм. Կայեան), что в переводе означает «стоянка». См.Р. Ачарян. Этимологический корневой словарь армянского языка. — Ереван, 1973. — Т. 2. — С. 504. Архивировано 5 января 2021 года. Тандзут, от армянского — «грушевый»
2. ↑  Это заглавие имеется в рукописях всех трех редакций «Судебника»
3. ↑  К этому времени уже существовали несколько армянских судебников, которые нашли отражение в «Судебнике Гоша», однако все они относились к церковному праву.